# Parafia Wszystkich Świętych w Bobolicach
Parafia Wszystkich Świętych – parafia prawosławna w Bobolicach, w dekanacie Koszalin diecezji wrocławsko-szczecińskiej.
Na terenie parafii funkcjonuje 1 cerkiew:
- cerkiew Wszystkich Świętych w Bobolicach – parafialna

## Historia
Parafia erygowana 13 grudnia 1952. W tym czasie liczyła około 40 rodzin i posiadała cerkiew filialną w Drzonowie. W następnych latach większość prawosławnych mieszkańców wyjechała i filię przekazano w 1973 na potrzeby Kościoła rzymskokatolickiego. W parafii pozostało około 20 wiernych.
W 2020 r. parafia liczyła 4 rodziny.

## Wykaz proboszczów
- 1953–1956 – ks. Jan Ignatowicz
- 1956 – 10.07.1958 – ks. Leoncjusz Tofiluk
- 10.02.1961 – 12.06.1961 – ks. Teodor Maksymiuk
- 1962 – ks. Mikołaj Turowski
- 1963–1964 – ks. Juwenaliusz Wołoszczuk
- 1974–1977 – ks. Michał Szlaga
- od 26.01.1979 – ks. Leon Karpiuk